# Liste der Monuments historiques in Cassel (Nord)
Die Liste der Monuments historiques in Cassel (Nord) führt die Monuments historiques in der französischen Gemeinde Cassel auf.

## Liste der Bauwerke
| Bezeichnung                          | Beschreibung | Standort                          | Kennzeichnung | Schutzstatus | Datum | Bild |
| ------------------------------------ | ------------ | --------------------------------- | ------------- | ------------ | ----- | ---- |
| Schloss Hamerhouck                   |              | (Lage)                            | PA00107925    | Inscrit      | 1992  |      |
| Schloss Vandamme                     |              | Rue Bollaert-Le-Gavrian (Lage)    | PA00107418    | Classé       | 1980  |      |
| Châtellenie La Mairie                |              | Grand-Place (Lage)                | PA00107419    | Classé       | 1910  |      |
| Jesuitenkolleg                       |              | Rue Notre-Dame (Lage)             | PA00107420    | Classé       | 1981  |      |
| Stiftskirche Notre-Dame de la Crypte |              | (Lage)                            | PA00107421    | Classé       | 1981  |      |
| Hôtel de Ville                       |              | (Lage)                            | PA00107422    | Classé       | 1903  |      |
| Haus                                 |              | 32, Grand-Place (Lage)            | PA00107423    | Inscrit      | 1946  |      |
| Öffentliche Parkanlage               |              | (Lage)                            | PA00107424    | Inscrit      | 1969  |      |
| Haus                                 |              | 12, Grand-Place Rue d’Aire (Lage) | PA00107425    | Inscrit      | 1968  |      |
| Moulin de l'Étendard (Mühle)         |              | (Lage)                            | PA00107426    | Inscrit      | 1930  |      |

## Liste der Objekte

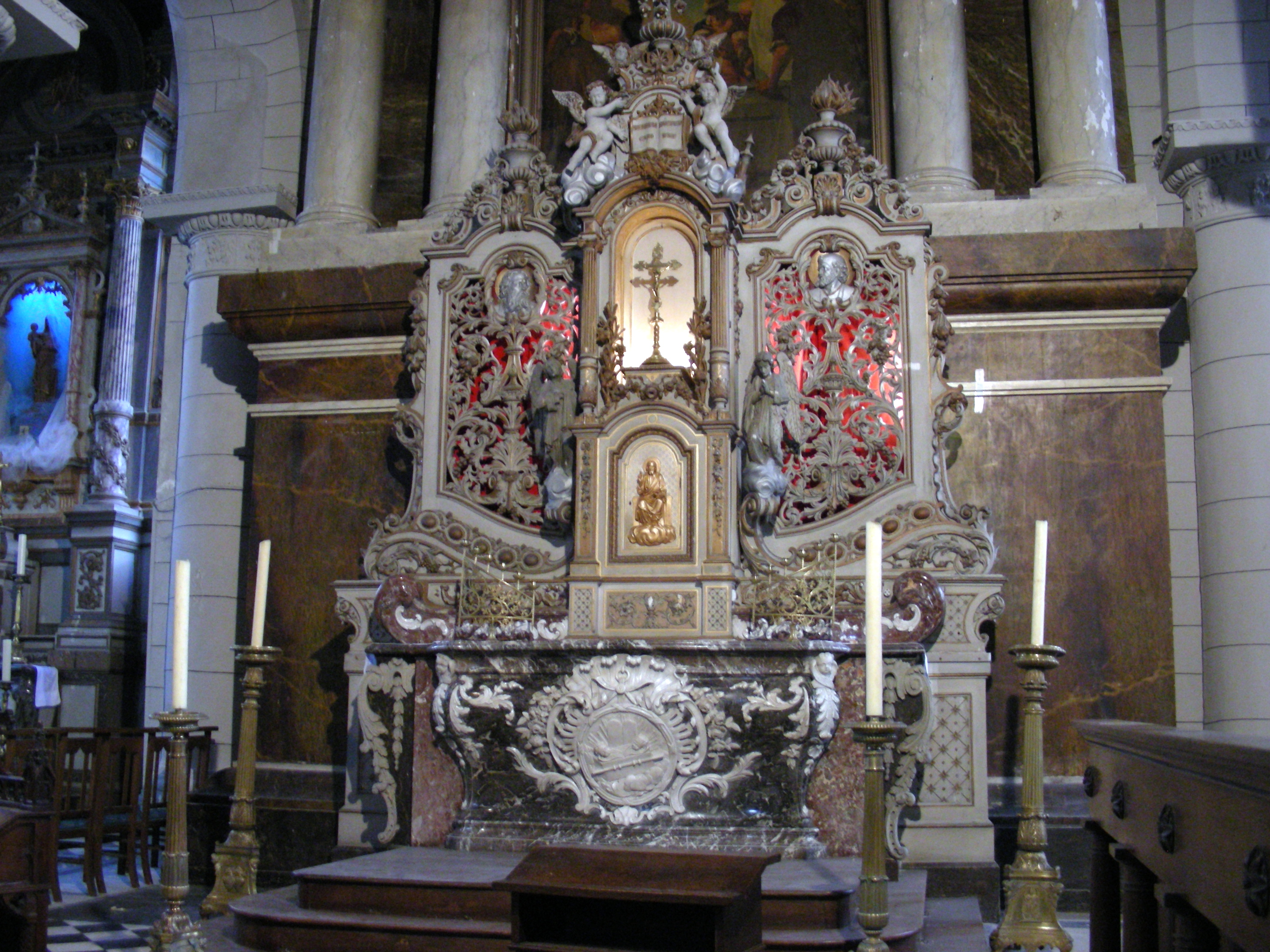
Hauptaltar in der Kirche Notre-Dame

- Monuments historiques (Objekte) in Cassel (Nord) in der Base Palissy des französischen Kultusministeriums